# Heliophobus nepalensis
Heliophobus nepalensis är en fjärilsart som beskrevs av Plante 1982. Heliophobus nepalensis ingår i släktet Heliophobus och familjen nattflyn. Inga underarter finns listade i Catalogue of Life.